# Esperanza (Dominikana)
Esperanza – miasto i gmina na Dominikanie, położone w północnej części prowincji Valverde. 

## Opis
Miasto obecnie zajmuje powierzchnię 221,7 km² i liczy 38 746 mieszkańców 1 grudnia 2010.